# Vallbona de les Monges
Vallbona de les Monges (spanisch Vallbona de las Monjas) ist eine katalanische Gemeinde (Municipio) mit 223 Einwohnern (Stand: 2024) in der Provinz Lleida im Nordosten Spaniens. Sie ist Teil der Comarca Urgell. Neben dem Hauptort Vallbona de les Monges gehören die Ortschaften Montblanquet und Rocallaura zur Gemeinde. 

## Lage
Vallbona de les Monges liegt etwa 40 Kilometer ostsüdöstlich von Lleida in einer Höhe von ca. 480 m. 

## Einwohnerentwicklung
| 1900 | 1930 | 1950 | 1970 | 1981 | 1991 | 2001 | 2011 | 2021 |
| ---- | ---- | ---- | ---- | ---- | ---- | ---- | ---- | ---- |
| 1034 | 701  | 562  | 395  | 275  | 289  | 257  | 264  | 236  |

## Sehenswürdigkeiten
- Burgruine
- Zisterzienserinnenabtei Vallbona, ursprünglich 1055 gegründetes Benediktinerkloster, 1173 Zisterzienser
- Marienkirche in Vallbona
- Andreaskirche in Montblanquet
- Laurentiuskirche in Rocallaura

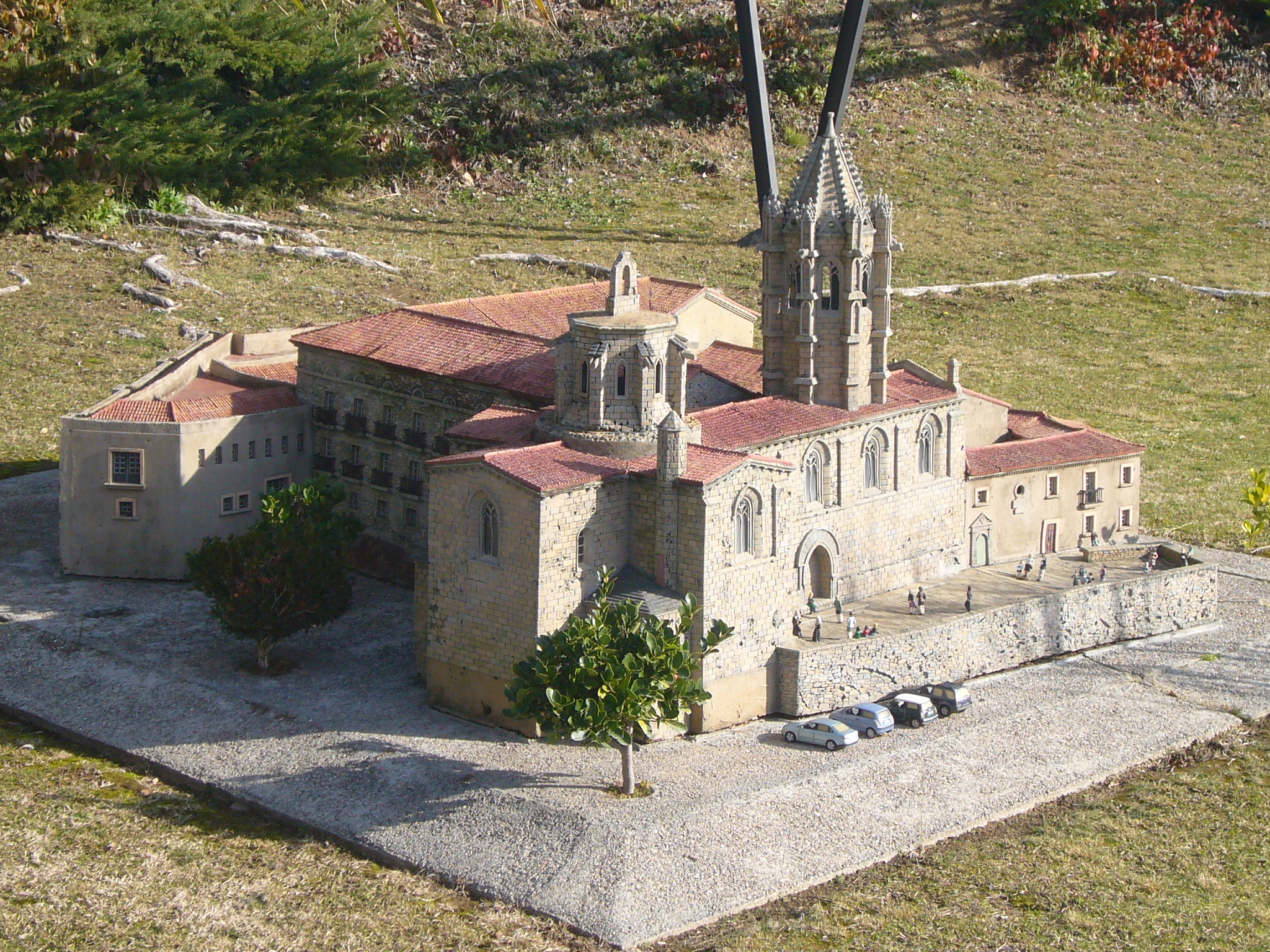
Modell des Klosters Vallbona
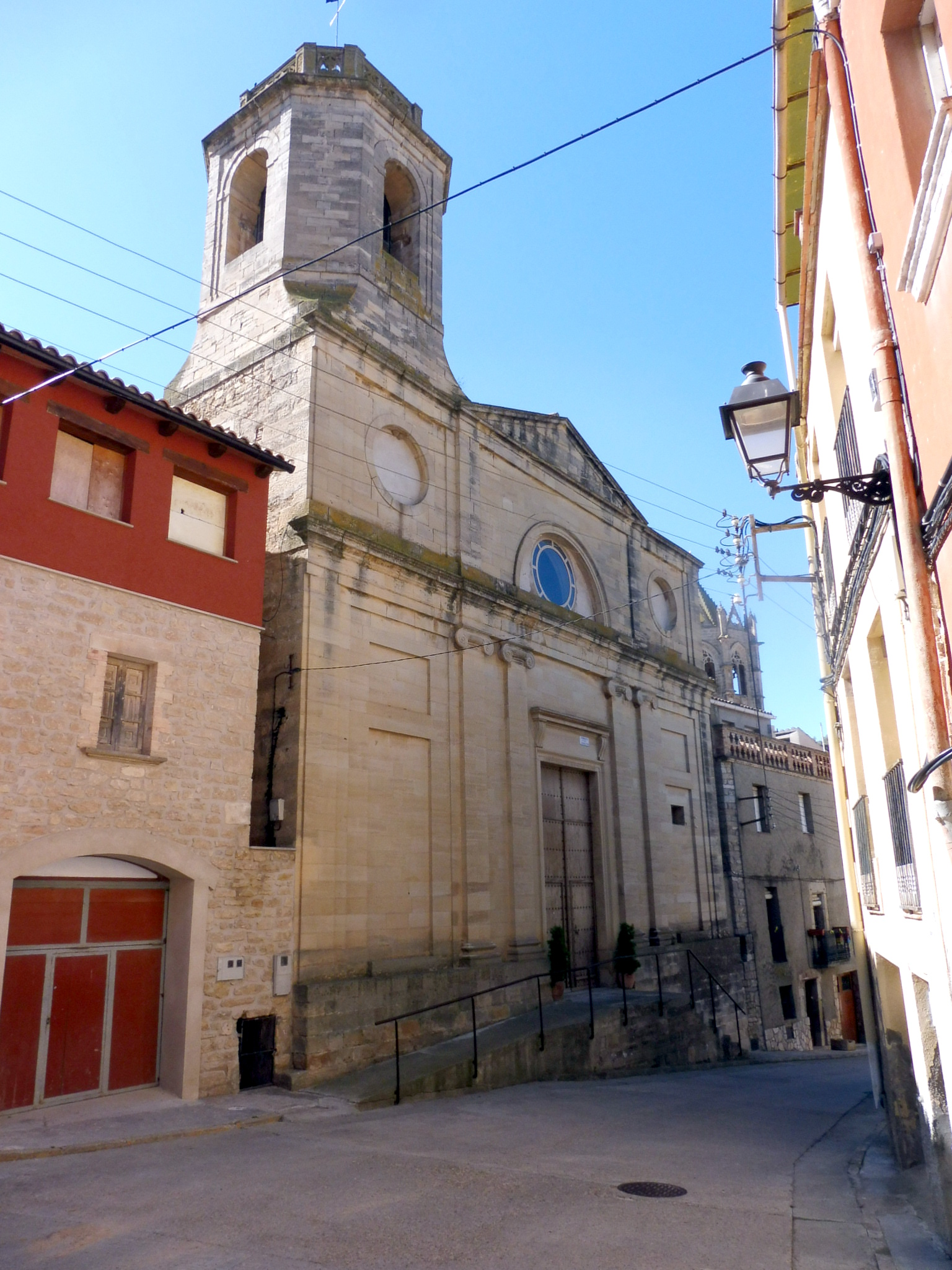
Marienkirche
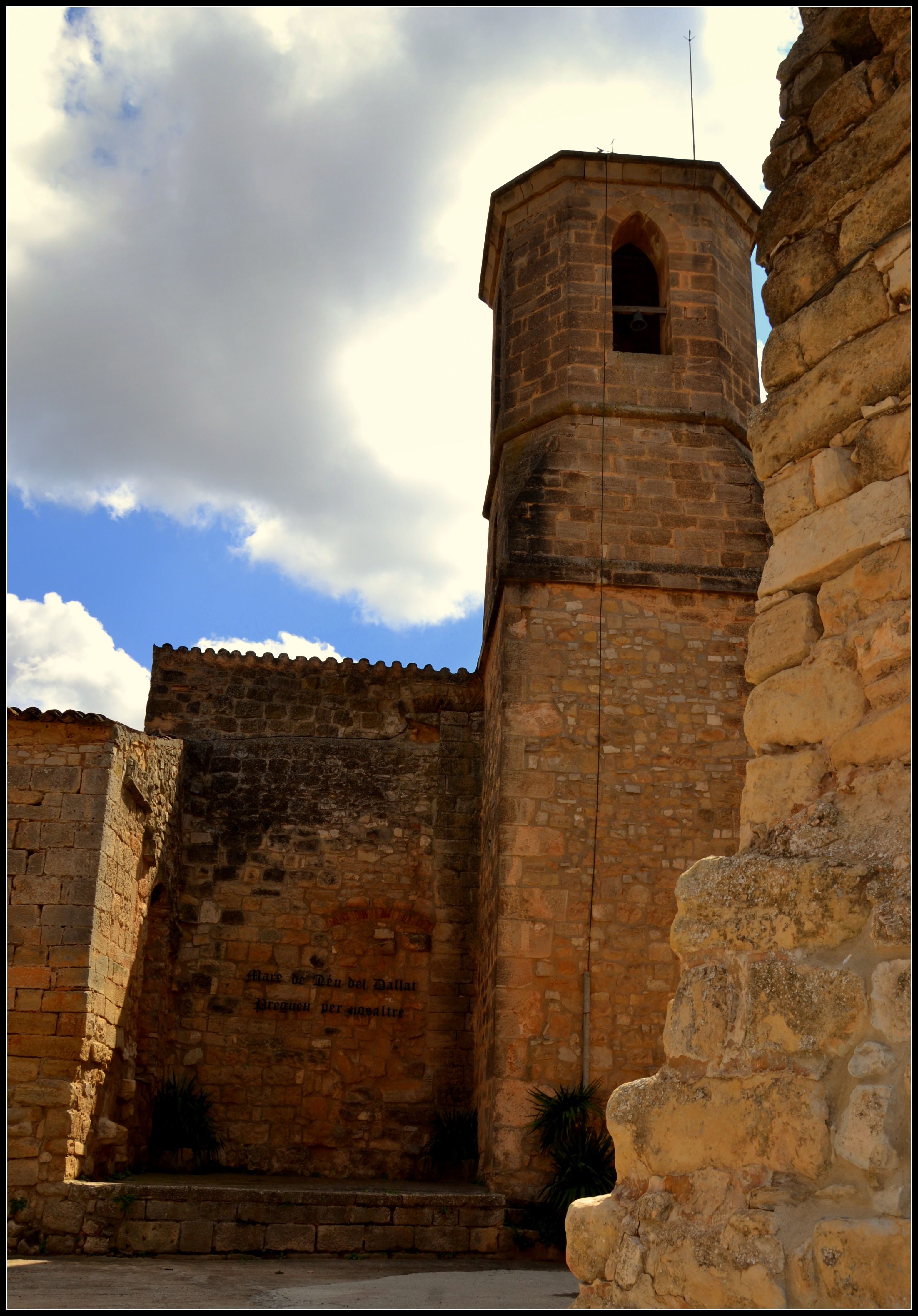
Laurentiuskirche
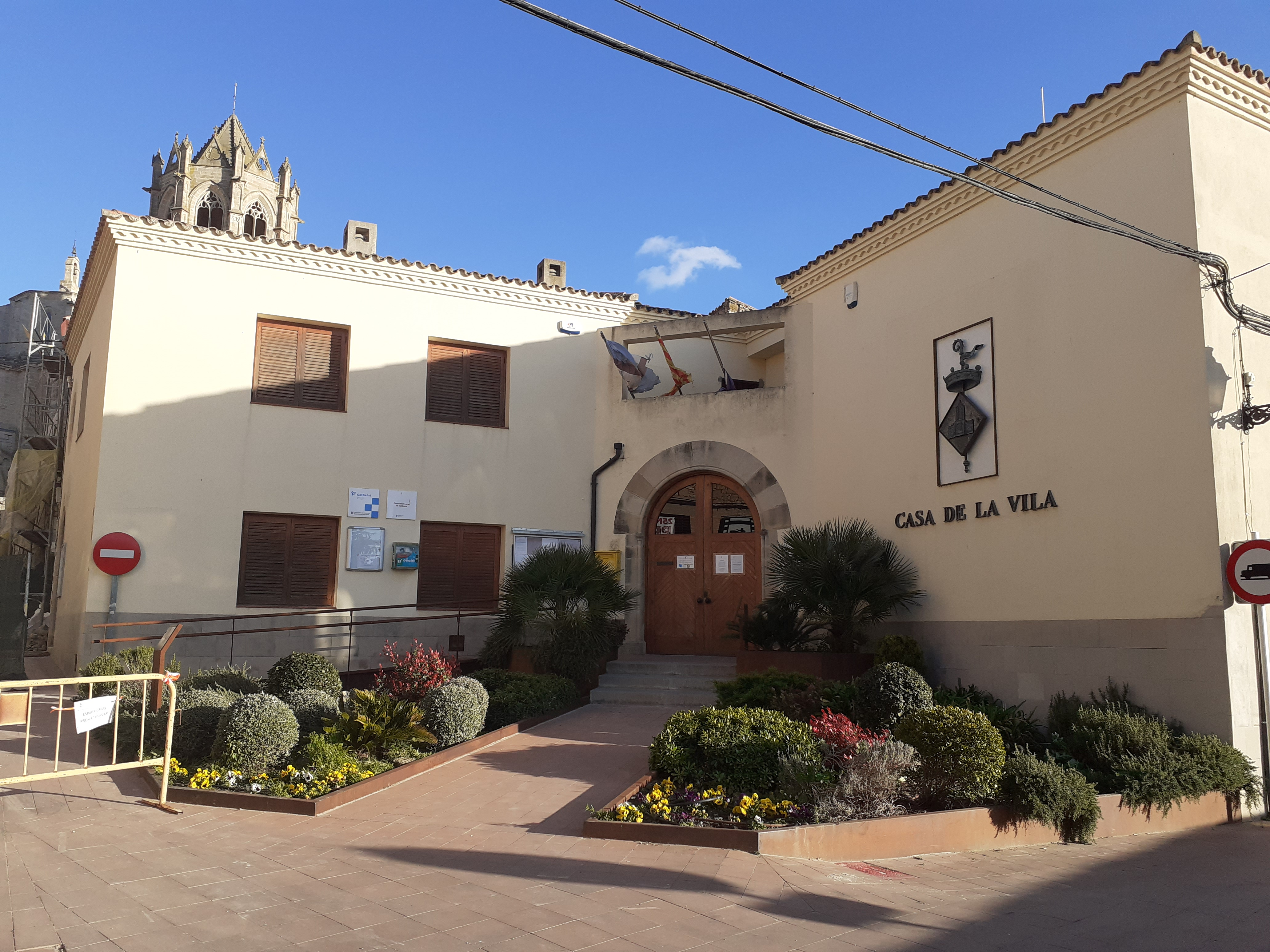
Rathaus